# Сантонио (Ређо Емилија)
Сантонио је насеље у Италији у округу Ређо Емилија, региону Емилија-Ромања.
Према процени из 2011. у насељу је живело 109 становника. Насеље се налази на надморској висини од 942 м.